# Бубновський Самуїл Маркович
Самуї́л Ма́ркович Бубно́вський (також відомий як Шміл Бубновський; 1902, Кишинів, Бессарабська губернія, Російська імперія — 31 грудня 1937, Свердловськ, РРФСР, СРСР) — активний учасник більшовицького підпілля в Бессарабії у складі Румунії, один з активних учасників створення Молдавської АРСР. Партійні псевдоніми: Аурел, Френк, Оскар.

## Життєпис
Народився в сім'ї пекаря Мотеля Шмулевича Бубновського (1877—1938) у Кишиневі, там же закінчив гімназію. Брав участь у революційному русі від 1917 року, 1919 року став членом комуністичної партії. 1919 року очолив ліве крило Спілки соціалістичної молоді Бессарабії, у грудні того ж року став секретарем бессарабського обласного комітету РКСМ (комсомолу), потім членом бессарабського комітету РКП(б).
Від березня 1921 року - член Тимчасового ЦК Комуністичної партії Румунії, у квітні 1921 року заарештований, зазнав тортур. Разом з Павлом Ткаченком був обвинуваченим у ході «Процесу 270-ти». Проти процесу у світовій пресі піднялася хвиля протесту. Видатний діяч румунського робітничого руху Александру Доброджану-Геря писав у газеті «Сочіалізмул» про неспроможність звинувачень, пред'явлених Павлу Ткаченку та Самуїлу Бубновському: «…Сьогодні можна вже говорити про закінчення жахливого процесу, зліпленого з десятків справ завдяки насильству над будь-якими правовими нормами та розумом, — процесу, який ні на хвилину не припиняв бути жахливим...». Румунській владі під тиском громадськості довелося звільнити більшість обвинувачених, проте Бубновський і Ткаченко були засуджені, але через деякий час їм удалося втекти з-під варти. Незабаром Бубновського знову заарештували, але потім, на вимогу громадськості, звільнили і він таємно перебрався через Дністер до СРСР.
Був одним із активних учасників створення МАРСР; став секретарем ревкому республіки. На першому з'їзді рад Молдови у квітні 1925 року його обрано секретарем ЦВК МАРСР, потім заступником голови РНК та головою Держплану республіки, від квітня 1927 року одночасно нарком торгівлі. На засіданні Президії ЦВК та РНК АМРСР 29 вересня 1925 року призначено головою Комісії з проведення молдованізації та українізації мови викладання у навчальних закладах та діловодства у державних та громадських установах.
З початком індустріалізації направлено на навчання до Ленінградського політехнічного інституту (закінчив 1932 року), в роки навчання обираний членом Виборзького РК ВКП(б) та депутатом Виборзької райради Ленінграда. Від 1932 року - начальник будівельно-монтажного управління в Свердловську. Репресований і розстріляний 1937 року.

## Цікаві факти
Ім'ям Бубновського 1968 року названо вулицю в кишинівському районі Ришканівка. Після розпаду СРСР її дано ім'я Матя Басараба, на честь господаря Валахії 1632—1654 років.